# Rue d'Arcole (Marseille)
Pour les articles homonymes, voir Rue d'Arcole (homonymie) et Arcole.
La rue d’Arcole est une voie marseillaise située dans le 6e arrondissement de Marseille. 

## Situation et accès
Elle va de la rue Stanislas-Torrents à la rue Breteuil.
Cette courte voie en ligne droite se situe dans le quartier du Palais-de-Justice. Elle démarre rue Stanislas-Torrents et se termine rue Breteuil où elle est prolongée par la rue Édouard-Delanglade jusqu'à la rue Jules-Moulet.

## Origine du nom
La rue doit son nom à la bataille du pont d'Arcole, qui s’est déroulée du 15 au 17 novembre 1796 ayant opposé les français de l’armée d'Italie sous les ordres de Napoléon Bonaparte aux hommes de l’armée autrichienne dirigée par le général Josef Alvinczy.

## Historique
Elle prend son nom actuel par délibération du conseil municipal en date du 8 avril 1808 et est classée dans la voirie de Marseille le 9 novembre 1858.

## Bâtiments remarquables et lieux de mémoire
- Au numéro 7 se trouve le consulat général de Suisse.